# Seeling Verlag
Der Seeling Verlag ist ein Buchverlag aus Frankfurt am Main. Der Verlag wurde 2005 gegründet. Das Verlagsprogramm umfasste zunächst Sachbücher aus den Bereichen Populärkultur und Rock- und Popmusik und wurde 2008 um Belletristik erweitert. Seitdem entwickelt sich der Programmschwerpunkt immer mehr in Richtung Krimi/Noir-Roman.

## Veröffentlichungen

### Sachbücher
Mit Für eine Handvoll Gitanes veröffentlichte der Verlag die erste Biographie der französischen Pop-Ikone Serge Gainsbourg im deutschsprachigen Raum. Das Gleiche gilt für Hickory Wind, die Biographie der Countryrock-Legende Gram Parsons.

### Romane
Der Roman Nebenan ein Mädchen von Stefan Kiesbye, der seit 1992 in den USA lebt, hielt sich von Januar bis April vier Monate auf der KrimiWelt-Bestenliste. Er wurde vom WDR als „echte Entdeckung“ bezeichnet und von der Frankfurter Rundschau als „dicht und prägnant und hart“ besprochen. Die Originalausgabe war  2004 in den USA unter dem Titel Next door lived a girl erschienen und wurde mit dem Low-Fidelity-Preis ausgezeichnet.
2009 erschien Guido Rohms Debüt, der Kurzgeschichtenband Keine Spuren. Der deutsch-französische Schriftsteller und Übersetzer Georges-Arthur Goldschmidt schrieb das Vorwort des Buches. 2010 erschien Rohms Roman Blut ist ein Fluss. Außerdem erschien Scheiterhaufe von Derek Nikitas, ein Roman, der für den amerikanischen Edgar Allan Poe Award  als bestes Debüt 2007 nominiert war. Die deutsche Ausgabe stand drei Monate auf der KrimiWelt-Bestenliste, war Krimi des Monats September beim Funkhaus Europa und Volltreffer des Monats Oktober bei der Krimi-Couch.

### Autoren
Zu den Autoren des Verlags gehört der vielfach ausgezeichnete amerikanische Autor Percival Everett, dessen Roman Erasure 2008 unter dem Titel Ausradiert bei Seeling erschien. Weitere Autoren sind Ben Fong-Torres, Guido Rohm, Christopher Dawes und Derek Nikitas.